# Tatiana Karimova
Tatiana Akbarovna Karimova (en russe : Татьяна Акбаровна Каримова), née le 28 août 1948 à Khabarovsk, est une économiste ouzbèke, Première dame d'Ouzbékistan de 1991 jusqu'à la mort de son mari en septembre 2016.
Veuve de l'ancien président Islam Karimov, elle est une figure très influente tout au long du règne de son mari. Tatiana Karimova, avec Rustam Inoyatov, le chef du Service de sécurité nationale, joue un rôle clé dans le choix du successeur d'Islam Karimov.

## Biographie
Née durant les dures années qui suivent la Seconde Guerre mondiale dans une famille de militaires, Tatiana Karimova, d'origine russe et tadjike, déménage avec ses parents dans la région de Fergana en 1952. Sa famille est décrite comme influente. Elle a une sœur cadette, Tamara Sobirova. Tatyana travaille comme chercheuse à l'Institut d'économie de l'Académie des sciences d'Ouzbékistan.

Islam Karimov est auparavant marié à sa première femme, Natalya Petrovna Kuchmi, jusqu'à leur divorce au milieu des années 1960. En 1967, il épouse Tatyana Akbarovna. Ils ont deux filles, Gulnara Karimova, née en 1972, et Lola Karimova-Tillyaeva, née en 1978. Ils ont ensuite cinq petits-enfants: Islam Karimova Jr., Iman Karimova, Mariam Tillyaeva, Umar Tillyaev et Safiya Tillyaeva,.

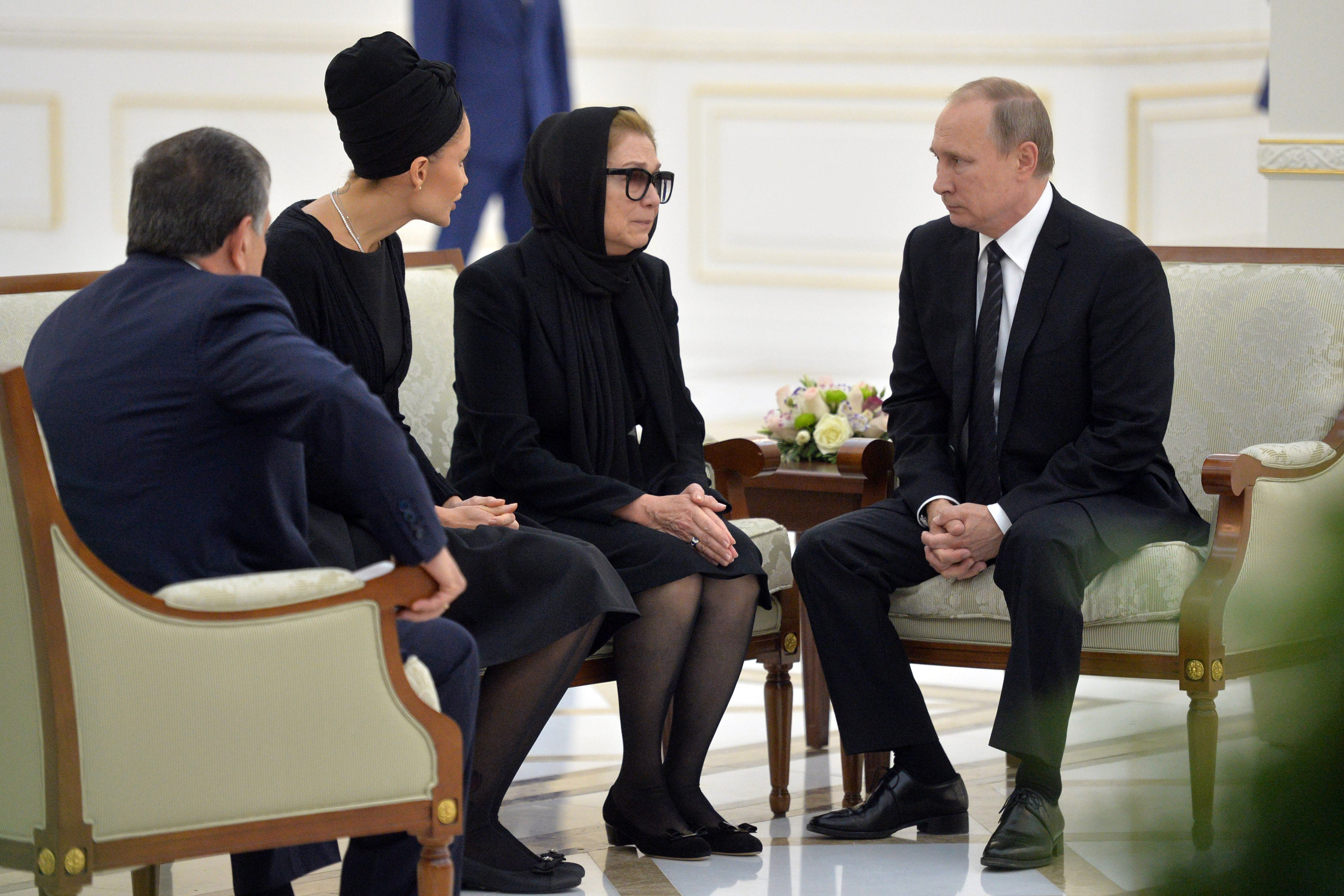
Tatiana Karimova accompagnée de sa fille Lola et du Premier ministre Mirziyoyev rencontre le président russe Vladimir Poutine à Samarcande le 6 septembre 2016, 4 jours après la mort de son mari

En 2013, une querelle entre Tatiana Karimova et sa fille aînée, Gulnara Karimova, se répand sur Twitter. Gulnara Karimova accuse sa mère d'avoir tenté de la « détruire » à la suite du fait qu'elle ait tenté d'empêcher l'arrestation de son cousin, Akbarali Abdullayev. Elle accuse également sa sœur cadette, Lola Karimova-Tillyaeva, de sorcellerie. Le compte Twitter de Gulnara Karimova est suspendu peu de temps après les accusations et elle serait assignée à résidence en 2014,.
Tatiana Karimova est la Première première dame d'Ouzbékistan de l'indépendance du pays jusqu'à la mort d'Islam Karimov en 2016,. Elle est connue pour s'engager dans des œuvres caritatives et des fonctions officielles de l'État. Elle est également une conseillère très influente sur de nombreuses décisions politiques de son mari.
Tatyana Karimova est un personnage clé dans le choix du successeur de son mari en 2016 sans tenter briguer elle-même la présidence. Elle est considérée comme une alliée de Rustam Inoyatov, le chef du Service de sécurité nationale, qui est également considéré comme susceptible d'aider à choisir le prochain président de l'Ouzbékistan. Le Premier ministre Shavkat Mirziyoyev est ensuite élu président lors des élections tenues en décembre 2016.